# Hachirō
Hachirō (jap. はちろう, ハチロウ) – męskie imię japońskie.

## Możliwa pisownia
Hachirō można zapisać używając różnych znaków kanji i może znaczyć m.in.:
- 八郎, „ósmy syn”[1]
- 八朗, „osiem, jasny”

## Znane osoby
- Hachirō Arita (八郎), japoński polityk i dyplomata, trzykrotnie pełnił funkcję ministra spraw zagranicznych Japonii
- Hachirō Kasuga (八郎), japoński piosenkarz enka
- Hachirō Kiyokawa (八郎), japoński samuraj
- Hachirō Nakamura (八朗), japoński powieściopisarz
- Hachirō Tako (八郎), japoński aktor komediowy, zawodowy bokser oraz performer

## Fikcyjne postacie
- Hachirō Waga (八郎), bohater light novel i anime Petopeto-san